# Ricotta marzotica
La ricotta marzotica est un fromage italien en forme d'un cône tronqué, d'une hauteur de 8 à 16 cm et d'un diamètre moyen de 9 à 14 cm.
La pâte est friable et non élastique et son goût sapide.
La ricotta marzotica est un produit typique de la province de Lecce (Ricotta marzotica leccese) et des Pouilles. Il est produit au début du printemps, de février à avril, lorsque les troupeaux produisent le lait le plus savoureux grâce au fourrage tendre. Le nom « marzotica » se rapporte au mois de mars (marzo), qui est celui pendant lequel le fromage est généralement produit.